# بخش نوق
بخش نوق یکی از بخش‌های شهرستان رفسنجان در استان کرمان ایران است.

## تقسیمات کشوری
مرکز این بخش شهر بهرمان  زادگاه اکبر هاشمی رفسنجانی است. فاصله بهرمان تا رفسنجان حدود ۶۵ کیلومتر و تا انار (شهر) حدود ۵۰ کیلومتر است، همچنین شهر جوادیه الهیه فلاح در شمال استان کرمان و در فاصله ۸۵ کیلومتری رفسنجان و ۳۰ کیلومتری انار (شهر) و ۷۰ کیلومتری بافق(استان یزد)واقع است که جاده انار (شهر) - بافق از شهر جوادیه الهیه فلاح عبور میکند و  یک جاده پر تردد محسوب می شود.
این بخش شامل دو شهر بهرمان و جوادیه الهیه فلاح و روستاهای باقرآباد، روامهران، زانوق آباد، احمدیه، دقوق آباد، نجم‌آباد، علی آباد فلاح و احمدآباد فلاح می‌باشد.
بخشدار فعلی این بخش جناب آقای علی رمضانی نوق است

## جمعیت
بنابر سرشماری مرکز آمار ایران، جمعیت بخش نوق شهرستان رفسنجان در سال ۱۳۹۵ برابر با ۲۱۳۴۹ نفر بوده‌است.